# Cangkuang (Rancaekek)
Cangkuang is een bestuurslaag in het regentschap Bandung van de provincie West-Java, Indonesië. Cangkuang telt 11.417 inwoners (volkstelling 2010).